# Податок / платежі за забруднення навколишнього природного середовища
Податок / платежі за забруднення навколишнього природного середовища — платежі для забезпечення фінансових надходжень до бюджету, мета яких вилучити від підприємства-забруднювача вартість екологічного збитку, завданого ним суспільству внаслідок забруднення навколишнього середовища. Зазвичай такий податок за величиною перевершує витрати на задоволення законодавчих нормативів забруднення. Теоретичні основи податку за забруднення навколишнього середовища викладені в роботі економіста Н. Лі. З економічної теорії використовуються три аксіоми:
- індивідуальні інтереси визначають поведінку людини,
- ціни діють як сигнали, що керують поведінкою людини і
- компроміси між поведінкою і цінами — або рішення на основі аналізу витрат і вигод — можуть бути досягнуті шляхом належного управління цінами.

Виходячи з цих припущень можна, в принципі, реалізувати оптимальний розподіл (закріплення) ресурсів в рамках так званого, але ніколи не спостерігається в дійсності «вільного» ринку. Використовуються також три умови, пов'язані з навколишнім середовищем:
- колишні досі безкоштовні блага («товари»), такі як атмосферне повітря, вода і, частково, землі, стають дефіцитними,
- однак ринок не визначив для них цін, так як вони, значною мірою, є «товарами» з громадською власністю, тобто витрати підтримки якості навколишнього середовища дуже важко поділити серед уражених забрудненням учасників, хоча вигоди від поліпшення навколишнього середовища цілком добре розподіляються між ними і тому
- потрібне втручання держави.

Отже, кінцева мета введення податків за забруднення в економічному плані — скорегувати неефективність ринку в тому, що стосується навколишнього середовища — цього суспільного «товару», цінність (вартість) якого не відображена в купівельній ціні забруднюючого «товару» або процесу. Тому джерело забруднення оподатковується таким чином, щоб ціна товару або процесу, який створює забруднення, відображала істинні витрати. Учасник економічної діяльності, який забруднює навколишнє середовище, щоб заощадити гроші, буде розглядати можливість уникнути сплати податку. Прибутки та власні фінансові інтереси будуть виступати як мотивуючий фактор для зниження забруднення. У тих випадках, коли збитки, завдані викидами забруднюючої речовини, такої як двоокис вуглецю, не може бути належним чином визначений, доводиться встановлювати деякі розміри витрат на зменшення викидів або вибирати приблизно розмір податку, які повинні бути досить великими, щоб створювати стимул уникати забруднення навколишнього середовища і в той же час не дуже великими, щоб серйозно не постраждали економіка або чутливі індивіди. Вироблення ринкових інструментів (методів) зменшення забруднення навколишнього середовища є дуже складною справою, що вимагає ретельної уваги до обліку безлічі деталей, консультацій з громадськістю та підтримки з боку промисловості та профспілок.

## Ресурси Інтернету
- Еколого-економічний словник
- Економічна цінність природи
- Концепция общей экономической ценности природных благ
- Традиционные и косвенные методы оценки природных ресурсов